# Thyssen Henschel UR-416

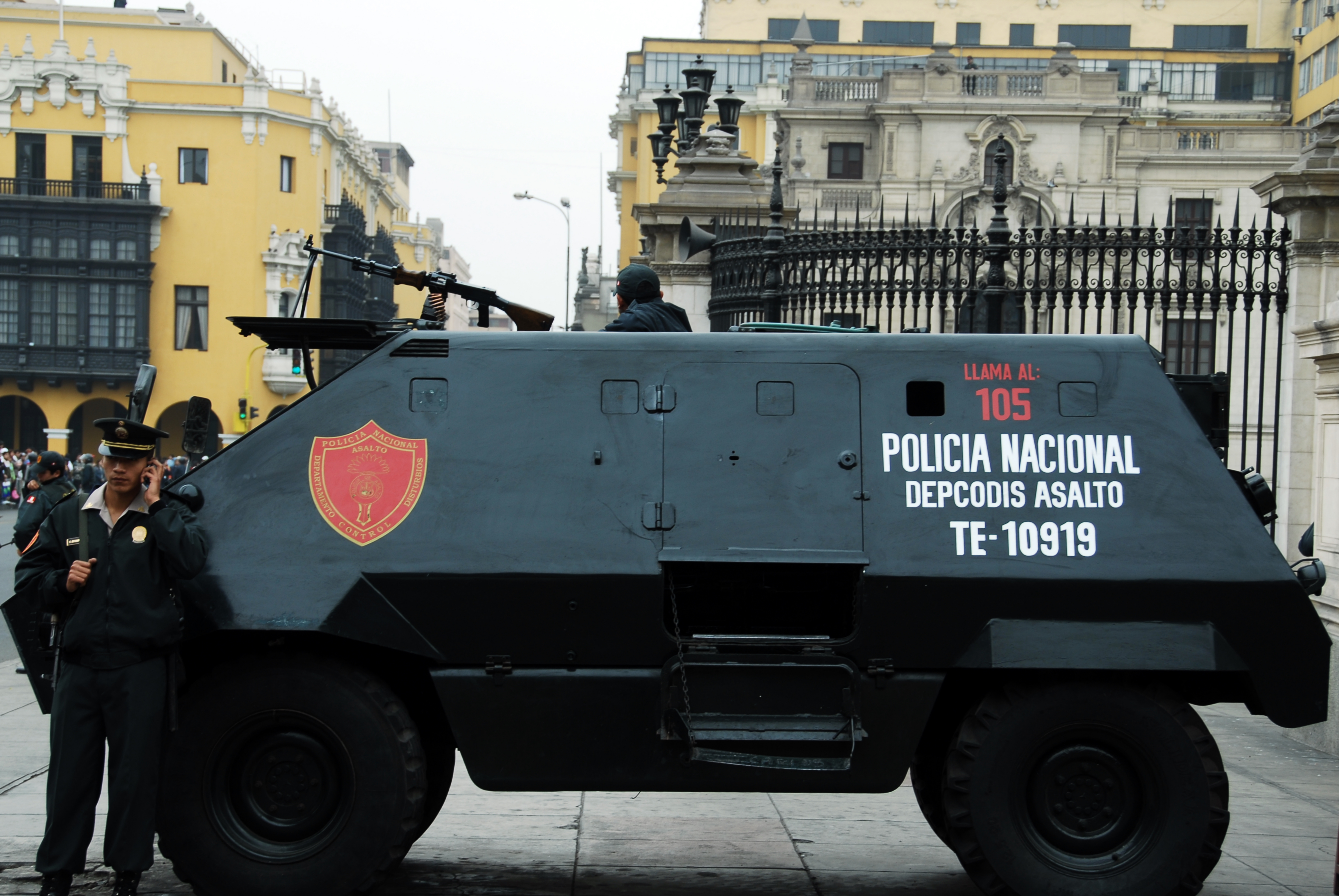
UR-416 de la police nationale du Pérou.

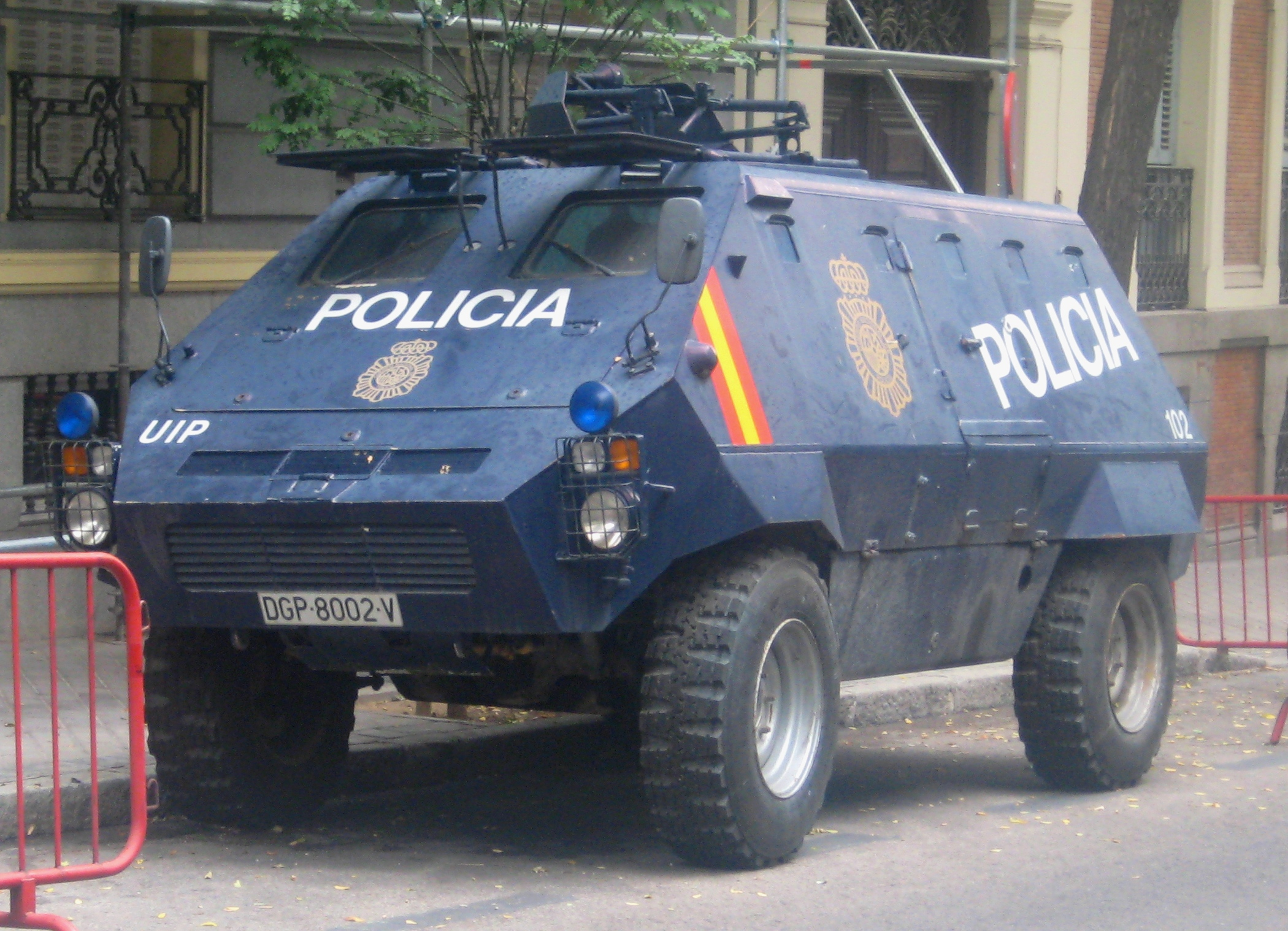
Thyssen Henschel UR-416 du Corps national de police d'Espagne.

Le Thyssen Henschel UR-416 est un véhicule blindé de transport de troupe allemand conçu en 1965 à partir d'un châssis Unimog et produit en série à partir de 1969 pour l'exportation à un millier d'exemplaires. Faiblement blindé (9 mm maximum), il peut-être est équipé de système de protection NBC, de systèmes passifs de détection nocturne, d'un canon automatique de 20 mm et d'une mitrailleuse coaxiale de 7,62 mm. Il est capable de transporter 8 hommes de troupe en plus de son équipage de deux hommes.

## Armées utilisatrices
Au cours des années 1970 et 1980, l'UR-416 fut acquis par les pays suivants pour leurs forces armées et/ou polices : Argentine, Équateur, El Salvador, Allemagne, Grèce, Kenya, Mali, Maroc, Pays-Bas, Pakistan, Pérou, Philippines, Qatar, Arabie Saoudite, Espagne, Togo, Turquie, Venezuela, Zimbabwe (issus des achats des Forces de sécurité de la République de Rhodésie du Sud).